# Drymocallis poteriifolia
Drymocallis poteriifolia är en rosväxtart som först beskrevs av Pierre Edmond Boissier, och fick sitt nu gällande namn av J. Soják. Drymocallis poteriifolia ingår i släktet trollsmultronsläktet, och familjen rosväxter. Inga underarter finns listade i Catalogue of Life.